# 1-chloor-1,1-difluorethaan
1-chloor-1,1-difluorethaan, ook bekend onder de naam Propellant 142b en Freon 142b, is een organische verbinding met als brutoformule C2H3ClF2. De stof komt voor als een kleurloos, vloeibaar gemaakt gas, dat slecht oplosbaar is in water. 1-chloor-1,1-difluorethaan is, zoals de meeste gehalogeneerde alkanen, een koelmiddel. Het is een component van het koelmiddel R-406A.

## Toxicologie en veiligheid
De stof ontleedt bij verbranding, met vorming van giftige en corrosieve gassen (onder andere waterstofchloride en waterstoffluoride). 1-chloor-1,1-difluorethaan reageert hevig met oxiderende stoffen, waardoor kans op brand ontstaat.